# 岡本達明
岡本 達明（おかもと たつあき、1935年 - ）は、元チッソ社員の水俣病研究者。

## 来歴
東京生まれ。1957年東京大学法学部卒業、新日本窒素肥料（現・チッソ）入社。1970-1977年チッソ水俣工場第一組合委員長。1990年チッソ退社。水俣病市民会議会員。
1990年『聞書 水俣民衆史』（松崎次夫共編）にて第44回毎日出版文化賞（特別賞）を受賞。その後2001年には西村肇との共著『水俣病の科学』にて、第55回毎日出版文化賞（第3部門）を受賞。

## 著書

### 共編著
- 編『漁民（近代民衆の記録・7巻）』新人物往来社、1978年。
- 『聞書 水俣民衆史』（松崎次夫共編）草風館。

第2巻「村に工場が来た」1989年1月。
第3巻「村の崩壊」1989年7月。
第1巻「明治の村」1990年8月。
第4巻「合成化学工場と職工」1990年3月。
第5巻「植民地は天国だった」1990年7月。
- 『水俣病の科学』（西村肇共著）日本評論社、2001年。 ISBN　978-4-535-58303-0
  - 『水俣病の科学』増補版、日本評論社、2006年。ISBN　978-4-535-58455-6
- 『水俣病の民衆史』全6巻、日本評論社、2015年。
  - 1巻「前の時代：舞台としての三つの村と水俣湾」ISBN　978-4-535-06517-8
  - 2巻「奇病時代：1955 - 1958」ISBN　978-4-535-06518-5
  - 3巻「闘争時代・上」ISBN　978-4-535-06519-2
  - 4巻「闘争時代・下」ISBN　978-4-535-06520-8
  - 5巻「補償金時代：1973 - 2003」ISBN　978-4-535-06521-5
  - 6巻「村の終わり」ISBN　978-4-535-06522-2

## 参考
- 『水俣病の科学』内容紹介・著者紹介 - 紀伊國屋書店